# Sporisorium sehimicola
Sporisorium sehimicola är en svampart som beskrevs av Vánky 2000. Sporisorium sehimicola ingår i släktet Sporisorium och familjen Ustilaginaceae.   Inga underarter finns listade i Catalogue of Life.